# Pararuellia glomerata
Pararuellia glomerata är en akantusväxtart som beskrevs av Y.M.Shui och W.H.Chen. Pararuellia glomerata ingår i släktet Pararuellia och familjen akantusväxter. Inga underarter finns listade i Catalogue of Life.